# Костино (посёлок, Рыбинский район)
В Рыбинском районе есть деревня с таким же названием, она относится к Огарковскому сельскому поселению
Костино — посёлок сельского типа в составе Покровской сельской администрации Покровского сельского поселения Рыбинского района Ярославской области.
Деревня Костина указана на плане Генерального межевания Рыбинского уезда 1792 года.
Посёлок находится непосредственно на юго-западной окраине города Рыбинск, в пределах Окружной автомобильной дороги города, между улицей Труда и левым берегом реки Коровки. На другом берегу реки деревня Узково.
На 1 января 2007 года в посёлке числился 451 постоянный житель. По почтовым данным в посёлке 47 домов.